# Friedrich Christian Avé-Lallemant

Friedrich Christian Benedix Avé-Lallemant (* 23. Mai 1809 in Lübeck; † 20. Juli 1892 in Berlin) war ein deutscher Kriminalist und Schriftsteller.

## Leben
Avé-Lallemant war der Sohn des Musikpädagogen Jacob Heinrich Avé-Lallemant und dessen Ehefrau Maria Friederike Canier. Der Arzt Robert Christian Avé-Lallemant, der Musikkritiker und -schriftsteller Theodor Avé-Lallemant und der Pastor Friedrich Avé-Lallemant waren seine Brüder.
Avé-Lallemant besuchte das Katharineum zu Lübeck und wurde parallel dazu von seinem Vater musikalisch unterrichtet. Nach seinem Schulabschluss zu Michaelis 1830 begann er an der Universität Jena Rechtswissenschaften zu studieren. In Jena wurde er 1830 Mitglied der Burschenschaft Arminia und 1832 der Sängerschaft zu St. Pauli Jena.
1834 beendete Avé-Lallemant sein Studium und ließ sich noch im selben Jahr als selbstständiger Rechtsanwalt in Lübeck nieder. Als solcher heiratete er am 20. September 1842 dort Ida Wilhelmine Blüher zu Castorf. Mit ihr hatte er fünf Töchter und zwei Söhne.
Anfang 1843 avancierte er dort zum Obergerichtsprokurator. Als 1851 die Lübecker Polizei völlig neu organisiert wurde, berief man Avé-Lallemant zum Aktuar. Nebenbei führte er seine Kanzlei weiter, schloss sie aber dann doch 1852. Er war maßgeblich am Auf- und Ausbau des Polizeiwesens der Stadt Lübeck beteiligt und viele andere Städte Norddeutschlands übernahmen seine Neuerungen. Nach langen Vorarbeiten entstand 1858 sein heute bekanntestes Werk Das deutsche Gaunertum. Als Anhang fügte Avé-Lallemant eine Zusammenfassung der Gaunersprache bei, die jedoch auf erheblich Kritik in der Philologie stieß.
1864 starb seine Ehefrau. Nach einer gebührenden Trauerzeit heiratete er ebenfalls in Lübeck am 8. November 1866 Johanna Elise Dittmer.
Mit 59 Jahren ging Avé-Lallemant 1868 in den Ruhestand. Fast 16 Jahre lebte er in Lübeck und nutzte seine polizeilichen Erfahrungen, um einige Novellen und Kriminalromane zu schreiben. Mit seinem belletristischen Werk hatte er zu Lebzeiten noch großen Erfolg.
Mit 73 Jahren ließ er sich 1882 in Berlin nieder. Im Alter von 83 Jahren starb Friedrich Christian Avé-Lallemant am 20. Juli 1892 in seiner Wohnung in der Bergmannstraße 112 in der Tempelhofer Vorstadt.

## Schriften

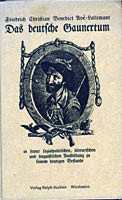

- Rückblicke auf das Dritte Norddeutsche Musikfest zu Hamburg. Asschenfeldt, Lübeck 1841.
- Das deutsche Gaunerthum in seiner social-politischen, literarischen und linguistischen Ausbildung zu seinem heutigen Bestande. 4 Theil. Brockhaus, Leipzig 1858–1862, (Werke (als Digitalisat und Volltext) von Friedrich Christian Avé-Lallemant im Deutschen Textarchiv.), (Digitalisate: Theil 1; Theil 2; Theil 3; Theil 4).
- Die Krisis der deutschen Polizei. Brockhaus, Leipzig 1861, (Digitalisat).
- Die Reform der Polizei in Hamburg. Perthes-Besser & Mauke, Hamburg 1862.
- Die Norddeutsche Bundespolizei. Springer, Berlin 1868, (Digitalisat).
- Die Mersener Bockreiter des 18. und 19. Jahrhunderts. Ergänzender Beitrag zur Geschichte des deutschen Gaunerthums. Brockhaus, Leipzig 1880, (Digitalisat).
- Der Magnetismus mit seinen mystischen Verirrungen. Culturhistorischer Beitrag zur Geschichte des deutschen Gaunerthums. Brockhaus, Leipzig 1881, (Digitalisat).
- Physiologie der deutschen Polizei. Brockhaus, Leipzig 1882, (Digitalisat).

## Belletristische Werke
- Mechulle-Leut'. Ein Polizeiroman. Brockhaus, Leipzig 1867. (Digitalisat Band 1), (Band 2)
- Der Erb- und Gerichtsherr. Ein Polizeiroman. Rümpler, Hannover 1870. (Digitalisat Band 1), (Band 2), (Band 3)
- Herz und Geld.  Ein Polizeiroman. Rümpler, Hannover 1871. (Digitalisat Band 1), (Band 2), (Band 3)
- Gesammelte Novellen. Thiele & Freese, Leipzig 1875. (Digitalisat Band 1), (Band 2), (Band 3)
- Jada. Baensch, Dresden 1879. (Digitalisat Band 1), (Band 2), (Band 3)